# Dendromonomeron oribates
Dendromonomeron oribates är en mångfotingart som först beskrevs av Robert Latzel 1884.  Dendromonomeron oribates ingår i släktet Dendromonomeron och familjen Attemsiidae. Inga underarter finns listade i Catalogue of Life.